# Власик, Марк-Эдуар
Марк-Эдуа́р Вла́сик (англ. Marc-Édouard Vlasic; 30 марта 1987, Монреаль, Квебек, Канада) — канадский хоккеист хорватского происхождения, защитник. Олимпийский чемпион 2014 года и победитель Кубка мира 2016 года в составе сборной Канады.

## Карьера
Власик был выбран под общим 35-м номером на драфте НХЛ 2005 года командой «Сан-Хосе Шаркс», которая получила пик в результате обмена вратаря Миикки Кипрусоффа. До этого Марк-Эдуар играл в Главной юниорской лиге Квебека (QMJHL) за «Квебек Ремпартс».
27 августа 2008 года Власик подписал 4-летний контракт с «Сан-Хосе Шаркс» на сумму $12,4 миллиона. 11 июля 2012 года подписал новый пятилетний контракт с «Шаркс» на сумму $ 21 млн. За год до окончания соглашения продлил контракт с «Акулами» еще на 8 лет на сумму $ 56 млн.
14 декабря 2019 года сыграл свой 1000-й матч в регулярных сезонах НХЛ.
В сезоне 2023/24 вошёл в топ-75 лидеров в истории НХЛ по сыгранным матчам.

## Статистика
| Легенда | Легенда                    | Легенда | Легенда                   | Легенда | Легенда    |
| ------- | -------------------------- | ------- | ------------------------- | ------- | ---------- |
| И       | Количество проведённых игр | Штр     | Штрафное время            | +/−     | Плюс-минус |
| Г       | Голы                       | П       | Голевые передачи          | О       | Очки       |
| -       | Статистика неизвестна      | —       | Статистика не учитывалась |         |            |

## Достижения
| Год  | Команда         | Достижение                     | Достижение |
| ---- | --------------- | ------------------------------ | ---------- |
| 2006 | Квебек Ремпартс | Обладатель Мемориального Кубка |            |

| Год        | Команда | Достижение                        | Достижение |
| ---------- | ------- | --------------------------------- | ---------- |
| 2009, 2017 | Канада  | Серебряный призёр чемпионата мира |            |
| 2014       | Канада  | Олимпийский чемпион               |            |
| 2016       | Канада  | Обладатель кубка мира             |            |

| Год  | Команда        | Достижение                            | Достижение |
| ---- | -------------- | ------------------------------------- | ---------- |
| 2007 | Сан-Хосе Шаркс | Попадание в Сборную молодых звёзд НХЛ |            |

### Комментарии
1. ↑  Так как его родители родом из Хорватии, фамилия правильно пишется Vlašić и согласно практической транскрипции, правильным вариантом передачи фамилии является Влашич. В Северной Америке его фамилию произносят как Власик.